# Q (Roman)
„Q“ ist ein historischer Thriller, der 1999 unter dem kollektiven Pseudonym Luther Blissett im Turiner Verlag Einaudi erschienen ist. Der italienische Roman umspannt 40 Jahre im 16. Jahrhundert im von den Wirren der Reformation erschütterten Deutschland.
Q ist ein Agent von Kardinal Gian Pietro Carafa, dem er regelmäßig über seine Interventionen, hauptsächlich im Milieu der Wiedertäufer, berichtet.

## Inhalt
Die Hauptfiguren des Romans sind ein junger Theologiestudent, Verfechter der Bauerninteressen, Anführer der Häretiker und sein unsichtbarer Feind: Q, der Mann ohne Gesicht und Spion Carafas, des späteren Papstes Paul IV. Der Roman verbindet historische Fakten mit einer fiktiven Geschichte, die immer wieder unerwartete Wendungen nimmt.

## Autoren
Gemäß der Tageszeitung La Repubblica wurde Q vom Autorenquartett Federico Guglielmi, Luca Di Meo, Giovanni Cattabriga und Fabrizio Belletati geschrieben.

## Hintergrund
Der Roman erzählt die Geschichte der linken italienischen Gegenkultur im Gewand eines historischen Romans über die Reformationszeit. Die Autoren sagten, dass sie das 16. Jahrhundert gewählt haben, weil „damals die Geburtsstunde all dessen war, was im modernen Leben verkehrt läuft: Europa, Massenkommunikation, Polizeistaat und Finanzkapital“.

## Open Content
Da das Impressum erlaubt, das Buch frei zu kopieren, ist es wahrscheinlich die bislang kommerziell erfolgreichste Open-Content-Publikation überhaupt.
Das Buch wurde in mehr als 10 Sprachen übersetzt, darunter Englisch und Deutsch.

## Adaptionen
2018 veröffentlichte der WDR ein 8-teiliges Hörspiel auf Grundlage des Romans. Jörg Schlüter sorgte für Bearbeitung und Regie.

## Deutschsprachige Ausgaben
- Q. Roman, München, Zürich: Piper 2006, ISBN 978-3-492-24721-4.
- Q. Roman, Hamburg: Assoziation A 2016, ISBN 978-3-86241-450-5.